# Авраменко, Валентин Александрович
Валентин Александрович Авраменко (20 мая 1952, Фергана — 30 апреля 2018, Владивосток) — советский и российский химик, специалист в области теории и практики направленного синтеза функциональных высокоселективных сорбционных материалов, член-корреспондент РАН (2008).

## Биография
Родился в 1952 году в городе Фергана Узбекской ССР. С 5 лет научился читать, в школе увлёкся химией, чему способствовало то, что его мать, работавшая в химцехе ТЭЦ лаборантом, иногда приносила ему для опытов стеклянную химическую посуду. Так как его родители познакомились во Владивостоке, то он с детства много слышал про этот город, и после школы поступил в Дальневосточный государственный университет на химический факультет. За пропуски занятий декан факультета В. Ю. Глущенко ненадолго в воспитательных целях отчислил его с 3-го курса, однако тут же взял работать в свою лабораторию.
В 1974 году В. А. Авраменко закончил ДВГУ и стал работать в Институте химии ДВНЦ АН СССР, в 1977 году защитил кандидатскую диссертацию. Сначала работал в лаборатории абсорбции, а после того, как В. Ю. Глущенко был избран директором Института химии — перешёл в лабораторию сорбционных процессов, с 1988 года стал её заведующим. С 1993 года лаборатория занялась поисками решений проблем переработки радиоактивных отходов. В 2003 году В. А. Авраменко защитил докторскую диссертацию. С 2007 года являлся экспертом МАГАТЭ в области технологий обращения с радиоактивными отходами. В 2008 году избран членом-корреспондентом РАН по Отделению химии и наук о материалах (нанотехнологии, функциональные материалы) на вакансию Дальневосточного отделения.

## Научные достижения
В работах Авраменко теоретически и экспериментально обоснован принципиально новый подход к получению методами золь-гель технологии композитных сорбентов в пористых матрицах, выявлены закономерности изменения сорбционных свойств селективных наноразмерных сорбентов в различных средах, разработаны теоретические модели, описывающие процесс реагентной сорбции. Под его руководством ведутся работы по применению гидротермального метода переработки радиоактивных отходов атомных электростанций (АЭС), содержащих высокоустойчивые комплексы радионуклидов с органическими лигандами; разработан ряд новых макропористых катализаторов для повышения эффективности процесса гидротермального окисления.

## Основные публикации
Диссертации
- Авраменко, Валентин Александрович. Исследование равновесия и кинетики адсорбции водных растворов органических растворителей активным углем : дис. … канд. химич. наук : 02.00.04. — Владивосток, 1977. — 156 с. : ил.
- Авраменко, Валентин Александрович. Направленный синтез селективных сорбентов и новые подходы к сорбционной переработке жидких радиоактивных отходов : дис. … доктора химич. наук в форме науч. докл. : 02.00.04. — Владивосток, 2003. — 50 с. : ил.